# Strada provinciale 14 Valsanterno
La strada provinciale 14 Valsanterno è una strada provinciale italiana della città metropolitana di Bologna.

## Percorso
Ha inizio nei pressi dell'autodromo Enzo e Dino Ferrari di Imola e segue la sponda destra del fiume Santerno in direzione sud-ovest. Dopo Podacco, per un breve tratto sconfina in provincia di Ravenna (comune di Riolo Terme). In comune di Borgo Tossignano giunge a Codrignano e, successivamente, anche nel capoluogo comunale, dove la strada finisce a breve distanza dalla SS 610.